# 各国初の人工衛星の年表
この項目は各国初の人工衛星の年表である。現在70を越える国や団体、地域が衛星を保有あるいは運用している。
下記の表は保有順となっている。
|  | 国際機関                                             |
|  | 以前他国の一部であり、独立前から衛星を保有している国 |
|  | 自治領や主権認識に係争を持つ国                       |

| 国                    | 衛星                                | 運用者                                          | 製造者                              | 打上げ機                          | 発射場               | 日時 (UTC)      | 注釈                                                                                     |
| --------------------- | ----------------------------------- | ----------------------------------------------- | ----------------------------------- | --------------------------------- | -------------------- | --------------- | ---------------------------------------------------------------------------------------- |
| ソビエト連邦          | スプートニク1号                     | OKB-1                                           | OKB-1                               | スプートニク 8K71PS               | バイコヌール         | 1957年10月4日   |                                                                                          |
| アメリカ合衆国        | エクスプローラー1号                 | ABMA                                            | ABMA                                | ジュノーI                         | ケープカナベラル     | 1958年2月1日    |                                                                                          |
| イギリス              | アリエル1号                         | RAE                                             | NASA                                | ソー・デルタ                      | ケープカナベラル     | 1962年4月26日   | 米ロ以外で初の衛星運用。                                                                 |
| カナダ                | アルエット1号                       |                                                 | DRDC                                | ソー・アジェナ-B                  | ヴァンデンバーグ     | 1962年9月29日   | 米ロ以外で初の自国での衛星開発。                                                         |
| イタリア              | サン・マルコ1号                     |                                                 | CRA                                 | スカウト X-4                      | ワロップス           | 1964年12月15日  |                                                                                          |
| フランス              | アステリックス                      | CNES                                            | CNES                                | ディアマンA                       | アマギール           | 1965年11月26日  | 米ロ以外の初の独自ロケットによる打ち上げ                                                 |
| オーストラリア        | WRESAT                              | WRE                                             | WRE                                 | スパルタ                          | ウーメラ             | 1967年11月29日  |                                                                                          |
| 欧州連合              | ESRO 2B                             | ESRO                                            | ホーカー・シドレー                  | スカウト B                        | ヴァンデンバーグ     | 1968年5月17日   |                                                                                          |
| 西ドイツ              | アズール                            |                                                 | ドイツの旗                          | スカウト B                        | ヴァンデンバーグ     | 1969年11月8日   |                                                                                          |
| 日本                  | おおすみ                            | ISAS                                            | 日本の旗                            | L-4Sロケット                      | 内之浦               | 1970年2月11日   | アジアで初の独自ロケットによる打上げ                                                     |
| 中華人民共和国        | 東方紅1号                           |                                                 | 中華人民共和国の旗                  | 長征1号                           | 酒泉                 | 1970年4月24日   |                                                                                          |
| オランダ              | ANS                                 |                                                 |                                     | スカウト D-1                      | ヴァンデンバーグ     | 1974年8月30日   |                                                                                          |
| スペイン              | INTASAT                             | INTA                                            |                                     | デルタ 2310                       | ヴァンデンバーグ     | 1974年11月15日  |                                                                                          |
| インド                | アリヤバータ                        | ISRO                                            | ISRO                                | コスモス3M                        | カプースチン・ヤール | 1975年4月19日   |                                                                                          |
| インドネシア          | パラパA1                            | インドネシア国営電話公社                        | ヒューズ                            | デルタ 2914                       | ケープカナベラル     | 1976年7月8日    |                                                                                          |
| チェコスロバキア      | マギオン1号                         |                                                 | ソビエト連邦の旗                    | コスモス3M                        | プレセツク           | 1978年10月24日  |                                                                                          |
| ブルガリア            | ブルガリア1300                      |                                                 | ソビエト連邦の旗                    | ボストーク-2M                     | プレセツク           | 1981年8月7日    |                                                                                          |
| サウジアラビア        | アラブサット-1A                     | アラブ衛星通信機構                              | アエロスパシアル                    | アリアン3                         | クールー             | 1985年2月8日    |                                                                                          |
| ブラジル              | ブラジルサットA1                    | エンブラテル                                    | ヒューズ                            | アリアン3                         | クールー             | 1985年2月8日    |                                                                                          |
| メキシコ              | モレロス1                           |                                                 | ヒューズ                            | スペースシャトル ディスカバリー   | ケネディー           | 1985年6月17日   | STS-51-G時、PAM-Dで展開された                                                            |
| スウェーデン          | バイキング                          | SSC                                             | ボーイング/ SAAB                    | アリアン1                         | クールー             | 1986年2月22日   |                                                                                          |
| イスラエル            | オフェク1                           |                                                 | IAI                                 | シャヴィト                        | パルマヒム           | 1988年9月19日   |                                                                                          |
| ルクセンブルク        | アストラ1A                          | SES アストラ                                    | GEアストロスペース                  | アリアン44LP                      | クールー             | 1988年12月11日  |                                                                                          |
| アルゼンチン          | ルーサット                          | AMSATアルゼンチン                               |                                     | アリアン40                        | クールー             | 1990年1月22日   |                                                                                          |
| 香港                  | アジアサット 1                      | アジアサット                                    | ヒューズ                            | 長征3号                           | 西昌                 | 1990年4月7日    | 当時の香港は英国海外領土であり、1997年7月に香港返還で中華人民共和国に返還された。        |
| パキスタン            | バダ-1                              | SUPARCO                                         | SUPARCO                             | 長征2号E                          | 西昌                 | 1990年7月16日   |                                                                                          |
| ロシア                | コスモス2175号                      |                                                 | ロシアの旗                          | ソユーズ-U                        | プレセツク           | 1992年1月21日   | ソビエト連邦の継承国                                                                     |
| 韓国                  | KITSAT-A                            | KAIST                                           | SSTL                                | アリアン42P                       | クールー             | 1992年8月10日   |                                                                                          |
| ポルトガル            | PoSAT-1                             | PoSATコンソーシアム                             | SSTL                                | アリアン40                        | クールー             | 1993年9月26日   |                                                                                          |
| タイ                  | タイコム1号                         | シン・サテライト                                | ヒューズ                            | アリアン44L                       | クールー             | 1993年12月18日  |                                                                                          |
| トルコ                | テュルクサット1B                    | テュルクサット                                  | アエロスパシアル                    | アリアン44LP                      | クールー             | 1994年8月10日   |                                                                                          |
| チェコ                | マギオン4号                         |                                                 | チェコの旗                          | モルニア-M                        | プレセツク           | 1995年8月2日    | 旧チェコスロバキアの一部                                                                 |
| ウクライナ            | シーチ-1                            |                                                 |                                     | ツィクロン-3                      | プレセツク           | 1995年8月31日   | 旧ソビエト連邦の構成国                                                                   |
| チリ                  | FAサット・アルファ                  |                                                 | SSTL                                | ツィクロン-3                      | プレセツク           | 1995年8月31日   | 分離失敗                                                                                 |
| マレーシア            | ミーサット-1                        | ミーアサット                                    | ヒューズ                            | アリアン44L                       | クールー             | 1996年1月13日   |                                                                                          |
| ノルウェー            | トール2                             | Telenor                                         | ヒューズ                            | デルタII 7925                     | ケープカナベラル     | 1997年5月20日   |                                                                                          |
| フィリピン            | アギラ1号 (旧パルパB2P)             | マブハイ                                        |                                     | ( デルタ-3920)                    | ( ケープカナベラル)  | (1987年3月20日) | もとはインドネシアのPSN社所有のパルパB2Pで、1996年に軌道上でマブハイに権利が移行された。 |
| フィリピン            | アギラ2号                           | マブハイ                                        | SS/L                                | 長征3号B                          | 西昌                 | 1997年8月19日   | 初めて打上げられたフィリピンの衛星                                                       |
| エジプト              | ナイルサット101                     | ナイルサット                                    | アストリアム                        | アリアン44P                       | クールー             | 1998年4月28日   | アフリカで初の衛星                                                                       |
| シンガポール 中華民国 | ST-1                                | シングテル 中華電信                             | アストリアム                        | アリアン44P                       | クールー             | 1998年8月25日   |                                                                                          |
| 中華民国              | FORMOSAT-1                          | NSPO                                            | TRW                                 | アテナI                           | ケープカナベラル     | 1999年1月27日   |                                                                                          |
| 南アフリカ共和国      | SUNSAT                              | ステレンボッシュ大学                            | ステレンボッシュ大学                | デルタII 7920                     | ヴァンデンバーグ     | 1999年2月23日   | デンマーク、南アフリカの両衛星同時打上げ。                                               |
| デンマーク            | エルステッド                        |                                                 | CRI                                 | デルタII 7920                     | ヴァンデンバーグ     | 1999年2月23日   | デンマーク、南アフリカの両衛星同時打上げ。                                               |
| アラブ首長国連邦      | スラーヤ1号                         | スラーヤ                                        | ボーイング                          | ゼニット-3SL                      | オデッセイ           | 2000年10月21日  |                                                                                          |
| モロッコ              | MAROC-TUBSAT                        |                                                 | ベルリン工科大学                    | ゼニット-2                        | バイコヌール         | 2001年12月10日  |                                                                                          |
| トンガ                | Esiafi (旧ComstarD4)                | トンガサット                                    | SS/L                                | ( アトラスSLV-3D セントール-D1AR) | ( ケープカナベラル)  | (1981年2月21日) | 軌道上にあったComstarD4が2002年4月にトンガの所有となりEsiafi 1となった。                 |
| アルジェリア          | AlSAT-1                             |                                                 | SSTL                                | コスモス-3M                       | プレセツク           | 2002年11月28日  |                                                                                          |
| ギリシャ              | ヘラスサット2                       | ヘラスサット                                    | アストリアム                        | アトラスV 401                     | ケープカナベラル     | 2003年5月13日   |                                                                                          |
| ナイジェリア          | ナイジェリアサット-1                |                                                 | SSTL                                | コスモス-3M                       | プレセツク           | 2003年9月27日   |                                                                                          |
| イラン                | スィーナー1号                       |                                                 | パリョート生産会社                  | コスモス-3M                       | プレセツク           | 2005年10月27日  |                                                                                          |
| カザフスタン          | カズサット-1                        |                                                 | クルニチェフ                        | プロトン-M/DM3                    | バイコヌール         | 2006年6月17日   | 旧ソ連の構成国                                                                           |
| コロンビア            | リベルタード1                       |                                                 | アメリカ合衆国の旗 · コロンビアの旗 | ドニエプル-1                      | バイコヌール         | 2007年4月17日   |                                                                                          |
| モーリシャス          | RASCOM-QAF1                         | 汎アフリカ通信衛星機構                          | アルカテル                          | アリアン5GS                       | クールー             | 2007年12月21日  |                                                                                          |
| ベトナム              | Vinasat-1                           |                                                 | ロッキード・マーチン                | アリアン5ECA                      | クールー             | 2008年8月18日   |                                                                                          |
| ベネズエラ            | ヴェネサット-1                      |                                                 | CAST                                | 長征3号B/E                        | 西昌                 | 2008年10月29日  |                                                                                          |
| スイス                | スイスキューブ                      |                                                 | スイスの旗                          | PSLV-CA                           | サティシュ・ダワン   | 2009年9月23日   |                                                                                          |
| シンガポール          | X-Sat                               |                                                 | SaTReC                              | PSLV-C                            | サティシュ・ダワン   | 2011年4月20日   |                                                                                          |
| マン島                | ヴィアサット-1                      | マン島ヴィアサット マンサット、マン島テレサット | SS/L                                | プロトン-M/ ブリーズ-M            | バイコヌール         | 2011年10月19日  | 英国王室属領                                                                             |
| ハンガリー            | MaSat-1                             |                                                 | ハンガリーの旗                      | ヴェガ                            | クールー             | 2012年2月13日   |                                                                                          |
| ポーランド            | PW-Sat                              | ワルシャワ工科大学 宇宙研究センター             |                                     | ヴェガ                            | クールー             | 2012年2月13日   | 2014年10月28日に軌道から外れた。                                                         |
| ルーマニア            | ゴリアテ                            |                                                 | アメリカ合衆国の旗 · ルーマニアの旗 | ヴェガ                            | クールー             | 2012年2月13日   |                                                                                          |
| ベラルーシ            | ベルカ-2                            |                                                 | ロシアの旗                          | ソユーズ-FG/ フレガート           | バイコヌール         | 2012年7月22日   | 旧ソ連の構成国                                                                           |
| 北朝鮮                | 光明星3号2号機                      |                                                 | 朝鮮民主主義人民共和国の旗          | 銀河3号                           | 東倉里               | 2012年12月12日  | 軌道上での運用には失敗している                                                           |
| アゼルバイジャン      | アゼルスペース-1/ アフリカサット-1a |                                                 | オービタル・サイエンシズ            | アリアン5ECA                      | クールー             | 2013年2月7日    | 旧ソ連の構成国                                                                           |
| オーストリア          | TUGSAT-1/ユニブライト               |                                                 | UTAIS                               | PSLV-CA                           | サティシュ・ダワン   | 2013年2月25日   | 2機同時打上げ                                                                            |
| バミューダ            | バミューダサット-1 旧エコースターIV | バミューダサット                                | SS/L                                | ( アトラスIIAS)                   | ( ケープカナベラル)  | (2000年7月14日) | 英国海外領土、2013年4月、軌道上にあったエコースターVIの権利がバーミューダに移行した。    |
| エクアドル            | NEE-01 ペガソ                       | EXA                                             | EXA                                 | 長征2号D                          | 酒泉                 | 2013年4月26日   |                                                                                          |
| エストニア            | ESTCube-1                           |                                                 | エストニアの旗                      | ヴェガ                            | クールー             | 2013年5月7日    | 旧ソ連の構成国                                                                           |
| ジャージー            | O3b-1,O3b-2,O3b-3,O3b-4             | O3bネットワークス                               | タレス・アレーニア                  | ソユーズ-STB/ フレガート-MT       | クールー             | 2013年6月25日   | 4機同時打ち上げ。英国王室属領                                                            |
| フランス カタール     | ユーテルサット25B / エスヘイル1     | ユーテルサット エスヘイルサット                 | SS/L                                | アリアン5ECA                      | ギアナ宇宙基地       | 2013年8月23日   | カタール初の衛星であるが、ユーテルサット社との共同事業として打ち上げられた。             |
| ペルー                | PUCP-Sat 1                          |                                                 | ペルーの旗                          | ドニエプル                        | ヤースヌイ           | 2013年11月21日  |                                                                                          |
| ボリビア              | トゥパク・カタリ1                   |                                                 | CAST                                | 長征3号B/E                        | 西昌                 | 2013年12月20日  |                                                                                          |
| リトアニア            | LitSat-1/Lituanica SAT-1            |                                                 | リトアニアの旗                      | アンタレス120                     | MARS                 | 2014年1月9日    | 2基同時に打上げ、ISSに輸送されそこから展開された。旧ソ連の構成国。                       |
| ベルギー              | QB50P1/QB50P2                       | フォン・カルマン流体力学研究所                  | ベルギーの旗                        | ドニエプル                        | ヤースヌイ           | 2014年6月19日   | 2機同時に打ち上げ                                                                        |
| イラク                | ティグリサット                      | MOST/ラ・サピエンツァ                           | イタリアの旗                        | ドニエプル                        | ヤースヌイ           | 2014年6月19日   |                                                                                          |
| ウルグアイ            | アンテルサット                      | UdelaR                                          | ウルグアイの旗                      | ドニエプル                        | ヤースヌイ           | 2014年6月19日   |                                                                                          |
| トルクメニスタン      | トルクメンアーレム52E/ モナコサット | TNSA                                            | タレス・アレーニア                  | ファルコン9                       | ケープカナベラル     | 2015年4月27日   | 旧ソ連の構成国                                                                           |
| ラオス                | ラオ1号                             | ラオス国家科学技術庁                            | CAST                                | 長征3号B/E                        | 西昌                 | 2015年11月20日  |                                                                                          |
| フィンランド          | アールト-2                          | アールト大学                                    | アールト大学                        | アトラスV 401                     | CCAFS                | 2017年4月18日   |                                                                                          |
| バングラデシュ        | BRAC ONNESHA                        | BRAC大学                                        | 九州工業大学                        | ファルコン9FT                     | ケネディ             | 2017年6月3日    | ガーナ・モンゴル両国初の衛星と同時打ち上げ                                               |
| ガーナ                | ガーナサット-1                      | オールネーションズ大学                          | 九州工業大学                        | ファルコン9FT                     | ケネディ             | 2017年6月3日    | バングラデシュ・モンゴル両国初の衛星と同時打ち上げ                                       |
| モンゴル              | マザーライ                          | モンゴル国立大学                                | 九州工業大学                        | ファルコン9FT                     | ケネディ             | 2017年6月3日    | バングラデシュ・ガーナ両国初の衛星と同時打ち上げ                                         |
| ラトビア              | Venta-1                             | ヴェンツピルス大学                              | ヴェンツピルス大学                  | PSLV-CA                           | サティシュ・ダワン   | 2017年6月23日   | スロバキア初の衛星と同時打ち上げ                                                         |
| スロバキア            | SkCube                              | SOSA                                            | SOSA                                | PSLV-CA                           | サティシュ・ダワン   | 2017年6月23日   | 旧チェコスロバキアの一部、ラトビア初の衛星と同時打ち上げ                                 |

## 註
1. 1 2 3  McDowell, Jonathan. “Launch Log”. Jonathan's Space Page. 2013年5月1日閲覧。
2. ↑  Zak, Anatoly. “Sputnik's Mission”. RussianSpaceWeb. 2013年3月4日閲覧。
3. ↑  “Explorer 1”. Milestones of Flight.   Smithsonian National Air and Space Museum. 2013年3月4日閲覧。
4. ↑  “Timeline: 1960s”. Space Research: 50 Years and Beyond.   University of Leicester. 2013年3月4日閲覧。
5. ↑  “Alouette I and II”.   Canadian Space Agency. 2013年3月4日閲覧。
6. 1 2  Russo, Arturo (2002). The Century of Space Science. 1. Springer. p. 52. ISBN 0-7923-7196-8
7. ↑  Kramer, Herbert J. (2002). Observation of the Earth and Its Environment: Survey of Missions and Sensors. Springer. p. 160. ISBN 3-5404-2388-5
8. ↑  Williamson, Mark. Spacecraft Technology: The Early Years. Institution of Engineering and Technology. p. 85 2013年3月4日閲覧。
9. 1 2  “ESA Achievements” (PDF).   European Space Agency. 2013年2月26日閲覧。
10. ↑  “ELDO/ESRO/ESA: Key Dates 1960-2013”.   European Space Agency. 2013年2月26日閲覧。
11. ↑  “When did the first German satellite go into space?”.   DLR (2009年11月23日). 2013年5月1日閲覧。
12. ↑  “Ohsumi”.   Japan Aerospace Exploration Agency. 2013年5月1日閲覧。
13. ↑  Long, Wei (2000年4月25日). “China Celebrates 30th Anniversary Of First Satellite Launch”.   Space Daily. 2013年5月1日閲覧。
14. 1 2 3 4 5 6 7 8  “First Time in History”.   The Satellite Encyclopedia. 2013年5月1日閲覧。
15. 1 2 3  “Central and Eastern Europe Make History with Small Satellites”.   European Space Agency (2012年2月13日). 2013年5月1日閲覧。
16. ↑  Krebs, Gunter. “BKA (BelKa 2)”. Gunter's Space Page. 2013年5月1日閲覧。
17. ↑  “Belarus' first satellite enters orbit”. Xinhua. (2012年7月24日) 2013年5月1日閲覧。
18. ↑  Fisher, Max (2012年12月12日). “Real-time satellite tracker shows precise location of North Korea’s new satellite”. Washington Post 2013年5月1日閲覧。
19. ↑  Agayev, Zulfugar (2013年2月8日). “First Azeri Satellite Launched, Two More Planned in 2015-2016”. Bloomberg 2013年5月1日閲覧。
20. ↑  “AUSTRIAN SATELLITES: BRITE-AUSTRIA & UniBRITE”. BRITE-Constellation.   Universität Wien. 2013年3月24日時点のオリジナルよりアーカイブ。2013年5月1日閲覧。
21. ↑  Barbosa, Rui C. (2013年4月26日). “China back in action with Long March 2D launch of Gaofen-1”.   NASASpaceflight.com. 2013年5月1日閲覧。